# 1379

## Починали
- Томазо да Модена, италиански художник